# Velešovice
Velešovice (deutsch Welspitz, 1940–45 Walspitz) ist eine Gemeinde in Tschechien. Sie liegt vier Kilometer nordwestlich von Slavkov u Brna und gehört zum Okres Vyškov.

## Geographie

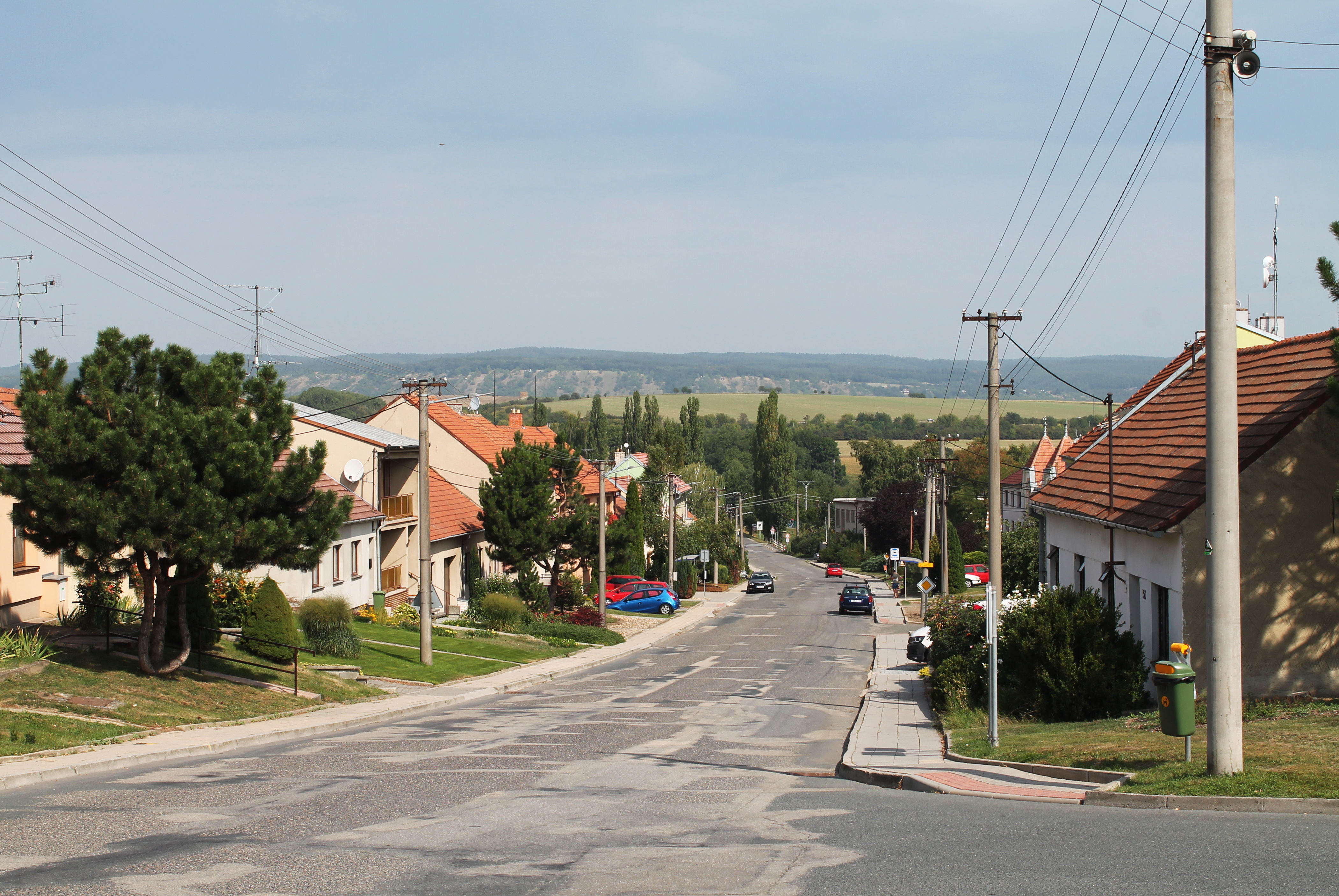
Velešovice, Ortsansicht

Velešovice befindet sich am linken Ufer des Baches Rakovec in den westlichsten Ausläufern der Litenčická pahorkatina am Übergang zum Wischauer Tor und der Thaya-Schwarza-Talsenke. Östlich erheben sich die Krátké vrchy, im Südosten der Urban (360 m) und die Stará hora (299 m) und südlich der Cikán (287 m). Nördlich von Velešovice verläuft die Autobahn D 1/E462, die nächste Abfahrt 210 liegt bei Holubice. Jenseits der Autobahn liegt die Eisenbahnstrecke von Brno nach Přerov. Die Bahnstation Velešovice befindet sich einen Kilometer nordwestlich des Dorfes auf freiem Feld. Südlich verläuft die Staatsstraße I/50/E50 von Holubice nach Slavkov u Brna.
Nachbarorte sind Vítovice und Královopolské Vážany im Norden, Slavíkovice, Rousínovec und Kroužek im Nordosten, Kroužecký Dvůr und Dražovice im Osten, Němčany und Slavkov u Brna im Südosten, Vážany nad Litavou und Křenovice im Süden, Prace und Blažovice im Südwesten, U nádraží und Holubice im Westen sowie Stará Pošta, Sivice und Pozořice im Nordwesten.

## Geschichte
Archäologische Funde belegen eine frühzeitliche Besiedlung der Gegend seit der Jungsteinzeit. Die erste schriftliche Erwähnung des Dorfes erfolgte im Jahre 1131. Besitzer von vier Huben war die Brünner Peterskirche. Bis 1306 wurde der Welspitzer Kirchzehnt an die Pfarre Slapanitz abgeführt, danach floss er der Olmützer Scholasterie zu. In der ersten Hälfte des 14. Jahrhunderts gehörte Welspitz zur Herrschaft Wildenberg. Im Jahre 1371 verkauften die Brüder Půta d. J. Šacler  und Jan von Wildenberg ihren Anteil an der Burg Wildenberg einschließlich Welspitz an Markgraf Johann Heinrich verkaufte. Dessen Sohn Jobst von Mähren veräußerte das Dorf Welspitz und die Mühle 1406 an das Brünner Kollegiatskapitel. Nachfolgend wurde das Dorf an die Herrschaft Kritschen angeschlossen und blieb bis zur Mitte des 19. Jahrhunderts der Herrschaft Kritschen-Petersberg samt Propsteigut St. Peter untertänig, die in Welspitz einen Meierhof betrieb.
Nach der Aufhebung der Patrimonialherrschaften bildete Velešovice / Welspitz ab 1850 eine Gemeinde in der Bezirkshauptmannschaft Wischau. 1891 wurde die Dorfschule eingerichtet. Zwischen 1949 und 1960 war Velešovice Teil des Okres Slavkov und kam nach dessen Auflösung zum Okres Vyškov zurück. 1964 wurde Velešovice mit Holubice zu einer Gemeinde Velešovice-Holubice vereinigt. Diese löste sich 1990 wieder auf. Gepfarrt ist das Dorf nach Slavkov u Brna.

## Gemeindegliederung
Für die Gemeinde Velešovice sind keine Ortsteile ausgewiesen.

## Sehenswürdigkeiten
- Filialkirche der hl. Barbara

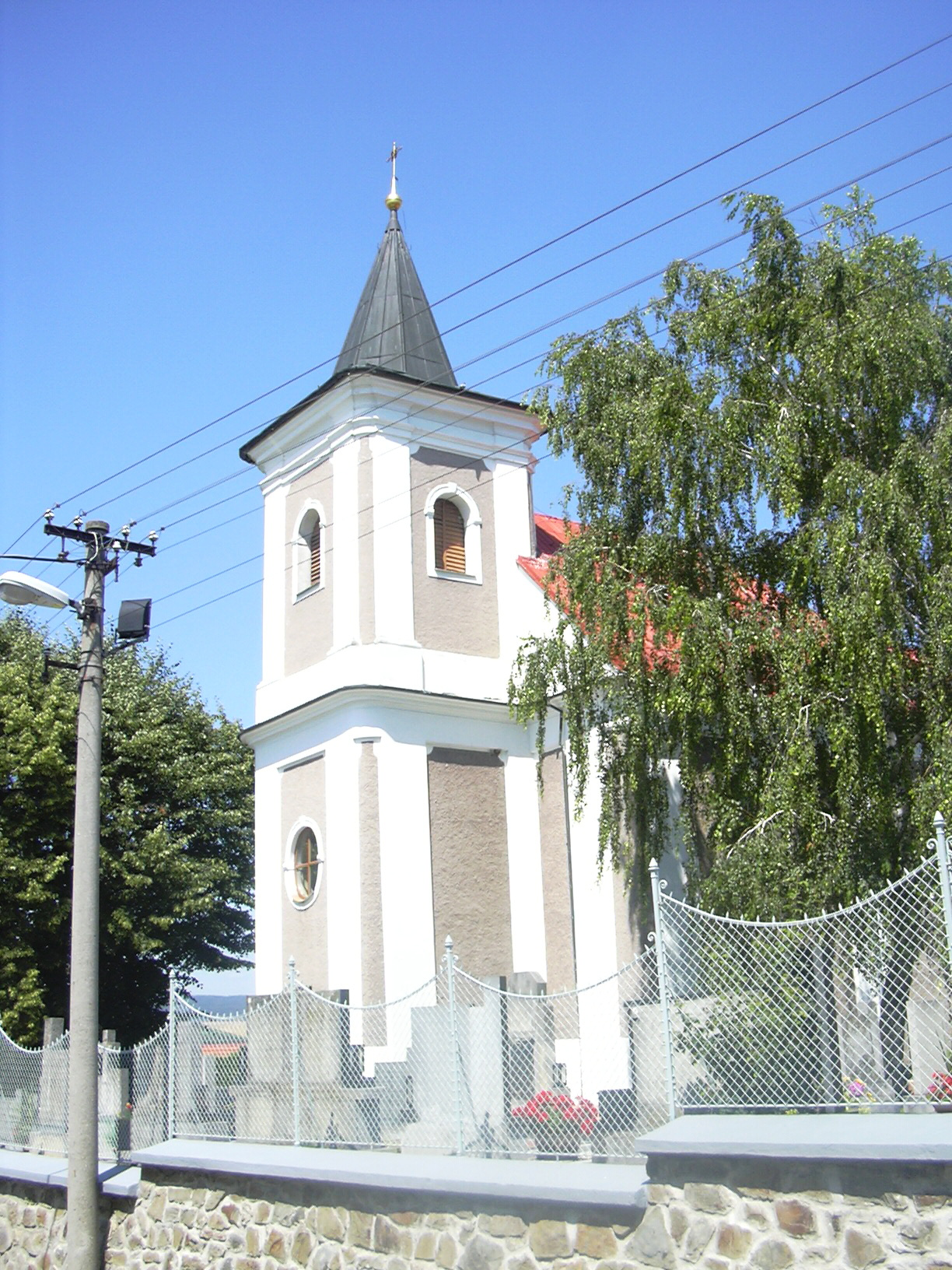
Kirche der hl. Barbara

- Kapelle des hl. Johannes von Nepomuk